# جورج فايفر
جورج فايفر (5 مايو 1890 - 28 يونيو 1944) جنرالًا في الفيرماخت الألماني النازي الذي قاد فيلق الجيش السادس. وقد حصل على وسام الفارس الصليبي الحديدي. قتل فايفر في 28 يونيو 1944 في موغيليف خلال عملية باغراتيون، الهجوم السوفياتي الصيفي 1944.

## الجوائز والأوسمة
- وسام الفارس الصليبي الحديدي في 15 يناير 1943 بصفته جينيرال لوتنانت وقائد فرقة المشاة 94 [1]

### اقتباسات
1. ↑  Fellgiebel 2000, p. 275.

### قائمة المراجع
- Fellgiebel, Walther-Peer (2000) [1986]. Die Träger des Ritterkreuzes des Eisernen Kreuzes 1939–1945 — Die Inhaber der höchsten Auszeichnung des Zweiten Weltkrieges aller Wehrmachtteile [The Bearers of the Knight's Cross of the Iron Cross 1939–1945 — The Owners of the Highest Award of the Second World War of all Wehrmacht Branches] (بالألمانية). Friedberg, Germany: Podzun-Pallas. ISBN:978-3-7909-0284-6.

| مناصب عسكرية    | مناصب عسكرية                | مناصب عسكرية    |
| --------------- | --------------------------- | --------------- |
| سبقه {{{سبقه}}} | {{{العنوان}}} {{{الأعوام}}} | تبعه {{{تبعه}}} |
| سبقه {{{سبقه}}} | {{{العنوان}}} {{{الأعوام}}} | تبعه {{{تبعه}}} |
| سبقه {{{سبقه}}} | {{{العنوان}}} {{{الأعوام}}} | تبعه {{{تبعه}}} |